# Frans G. Bengtsson

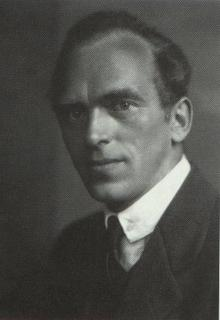
Frans G. Bengtsson

Frans Gunnar Bengtsson (* 4. Oktober 1894 in Tossjö bei Ängelholm, Schonen; † 19. Dezember 1954 in Ribbingsfors, Västergötland) war ein schwedischer Autor, Übersetzer und Schachspieler.

## Leben
Nach dem Studium an der Universität Lund wurde er dort 1920 Magister. 1930 promovierte er in Philosophie. Er schrieb zunächst lyrische Texte, dann historische Essaybände. Außerdem ist er der Autor des Wikingerromans Die Abenteuer des Röde Orm, den er zwischen 1941 und 1945 verfasste und der ursprünglich in 2 Bänden erschien. Dieser Roman erlebte in Deutschland zahlreiche Auflagen und wurde in viele Sprachen übersetzt.

## Schachspieler
Bengtsson gehörte zu den stärksten Schachspielern Schwedens in dieser Zeit. Er spielte an den vorderen Brettern der Mannschaft von Skånes Schackförbund. Er bezeichnete Partien, die mit e2–e4 eröffnet wurden, als „richtiges Schach“.

## Briefmarke
Im Oktober 1994 erschien eine schwedische Briefmarke mit dem Bild von Bengtsson.

## Werke
- Tärnigkast (Wurf), Gedichtsammlung (1923, nicht übersetzt)
- Karl XII.: 1682-1707 (bis zum Auszug aus Sachsen). Zürich: Sperber o. J. (1939) (Original in 2 Bänden 1935/36)
  - Gekürzte deutsche Ausgabe: Karl XII., Stuttgart 1957 (schwedische Ausgabe 1954)
- Waffengänge: Historische Essais. München: Heimeran (1942)
- Sällskap för en eremit (Gesellschaft für einen Einsiedler), Essays (1944, nicht übersetzt)
- Die Abenteuer des Röde Orm.  München: Heimeran 1951 (jetzt u. a.: ISBN 3-423-11631-5) (Frühere Ausgabe des ursprünglichen 1. Bandes: Die rote Schlange: Abenteuer eines Seefahrers ums Jahr 1000. Berlin: Nonstop Bücherei 1950)
- Die langhaarigen Merowinger: historische Spaziergänge. München: dtv 1994, ISBN 3-423-30412-X